# Beilschmiedia fluminensis
Beilschmiedia fluminensis är en lagerväxtart som beskrevs av André Joseph Guillaume Henri Kostermans. Beilschmiedia fluminensis ingår i släktet Beilschmiedia och familjen lagerväxter. Inga underarter finns listade i Catalogue of Life.